# Nghị viện Silesian

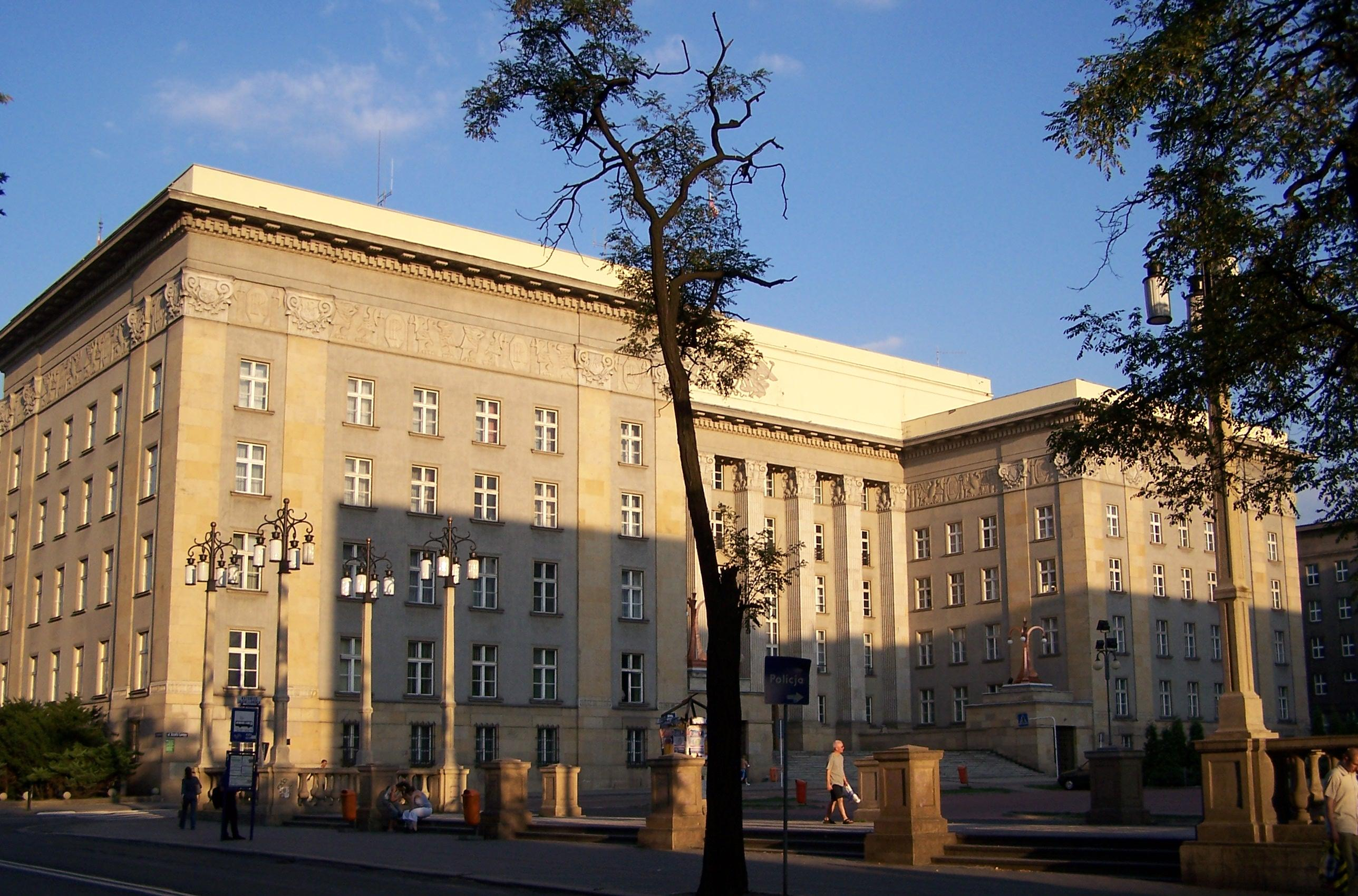
Bên ngoài tòa nghị viện Silesian ở Katowice.

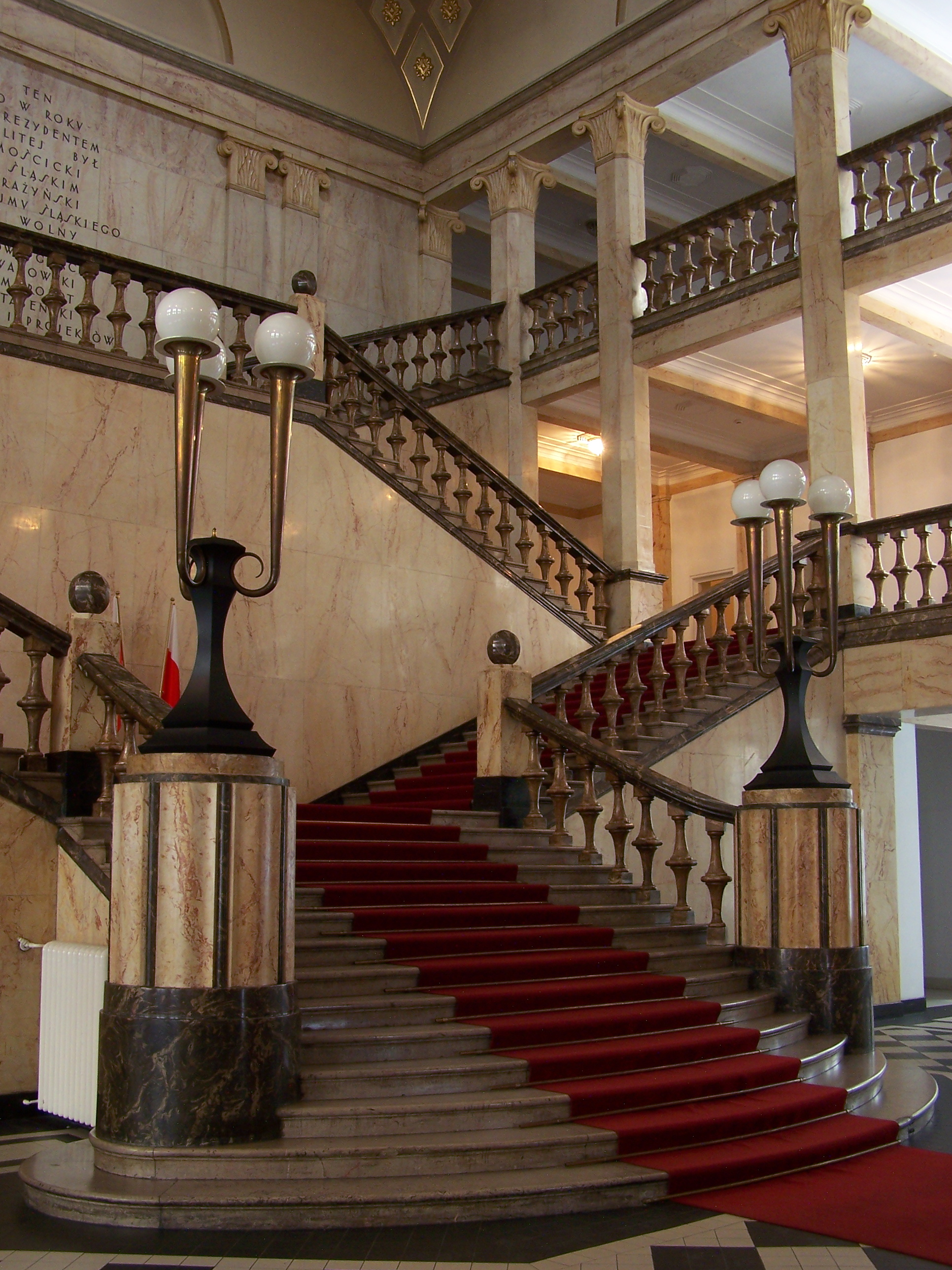
Bên trong tòa nghị viện Silesian

Nghị viện Silesian hoặc Silesian Sejm (tiếng Ba Lan: Sejm Śląski, tiếng Đức: Schlesisches Parlament, tiếng Séc: Slezský parlament) là cơ quan quản lý của Silesian Voivodeship (1920 - 1939), một voivodeship tự trị của Cộng hòa Ba Lan thứ hai giữa năm 1920 và 1945. Nó đã được bầu trong các cuộc bầu cử dân chủ và có ảnh hưởng nhất định đối với việc sử dụng thuế thu được ở Silesia. Nó bao gồm 48 đại biểu (giảm còn 24 từ 1935).

## Lịch sử
Phần phía đông của Thượng Silesia trở thành một phần của Cộng hòa Ba Lan thứ hai sau các cuộc nổi dậy của người Silesia trên khắp khu vực Thượng Silesian giữa năm 1918 và 1921, và Thượng Silesia Plebiscite. Vùng đất sau đó được chia cho một ủy ban đồng minh và Liên minh các quốc gia, rời khỏi khu vực Katowice về phía Ba Lan. Cùng với Cieszyn Silesia, nó đã thành lập Silesian Voievodeship với toàn quyền tự trị (Nghị viện Silesian với tư cách là cử tri và Hội đồng Voivodship Silesian là cơ quan điều hành).

## Tòa nhà
Được thiết kế bởi kiến trúc sư Lech Wojtyczko, Nghị viện  Silesian được xây dựng vào trong khoảng thời gian 1925 - 1919. Trong một thời gian rất dài, nó là công trình kiến trúc lớn nhất ở Ba Lan. Hiện tại nó là nơi các văn phòng của Silesian Voivodship được bố trí. Tòa nhà có bảy tầng và chứa một trong bốn bài kinh tụng Chúa hiện đang được sử dụng ở Ba Lan. Kiến trúc sư người Ba Lan Adolf Szysko-Bohusz tuyên bố một cuộc thi thiết kế Nghị viện Silesian mới vào năm 1925, ông muốn tòa nhà phải theo bản sắc văn hóa khu vực, thay vì theo phong cách Đức / Phổ. Khi tòa nhà được khánh thành vào tháng 5 năm 1929, Michal Grazynski, Chủ tịch tỉnh Silesia thượng, đã gọi tòa nhà này là "biểu tượng của văn hóa và quyền lực Ba Lan".
Tòa nhà này là một trong những Di tích Lịch sử quốc gia chính thức của Ba Lan (Pomnik historii), được chỉ định vào ngày 22 tháng 10 năm 2012 và được theo dõi bởi Ủy ban Di sản Quốc gia Ba Lan.